# Complete (album của BTOB)
Complete là album phòng thu đầu tay của nhóm nhạc nam Hàn Quốc BTOB. Album được phát hành vào ngày 29 tháng 6 năm 2015 với 13 bài hát: 11 ca khúc mới sáng tác, một phiên bản mới của "Shake it" từ EP thứ 5 Move và phiên bản ballad của "Insane". "It's Okay" là bài hát chủ đề của album.

## Phát hành
Vào ngày 4 tháng 6 năm 2015, Cube Entertainment thông báo rằng BTOB sẽ phát hành album phòng thu đầu tay của nhóm vào ngày 29 tháng 6 năm 2015; cùng với bài hát chủ đề "It’s Okay". Album này đánh dấu cho các hoạt động trong năm 2015 của nhóm. Trước khi trở lại sân khấu, BTOB thông báo rằng họ sẽ thay đổi 180° phong cách của nhóm so với những album trước. "It's Ok" là một bài hát mang phong cách R&B ballad nhờ đó làm nổi bật giọng hát của các thành viên.

## Quảng bá
Vào lúc 23 giờ (KST), 28 tháng 6, BTOB tổ chức một sự kiện trực tiếp với tên gọi "Since it's BTOB, it's okay" trên Naver Starcast. Trong suốt chương trình, nhóm đã danh phần lớn thời gian để nói về sự trở lại này cùng với những màn trình diễn trên các sân khấu ca nhạc. Bài hát chủ đề "It's Okay" đã đứng đầu nhiều bảng xếp hạng nhạc số sau khi phát hành được vài giờ.
BTOB đánh dấu sự trở lại trên sân khấu Show Champion vào ngày 1 tháng 7 năm 2015. Nhóm cũng đã trình diễn Yo-Ho-Ho cùng với bài hát chủ đề trên M Countdown, Music Core và Inkigayo.
Vào ngày 9 tháng 7 năm 2015, khi nhóm đang trình diễn "It's Okay" trên M Countdown, Lee Minhyuk gặp một sự cố sân khấu. Chiếc quần mà anh mặc đã bị rách làm lộ quần lót. Chủ đề này đã lan truyền trên các mạng xã hội, nhờ đó mà BTOB nhận được nhiều sự chú ý của công chúng.
Từ 15 đến 18 tháng 7 năm 2015, Yook Sungjae có lịch trình cá nhân tại New Zealand và không thể trình diễn cùng nhóm. Phần của anh được thực hiện bởi Lee Minhyuk và Im Hyunsik.

## Danh sách bài hát
※ In đậm là bài hát chủ đề của album.
| STT              | Nhan đề                                                          | Sáng tác         | Arrangement                            | Thời lượng |
| ---------------- | ---------------------------------------------------------------- | ---------------- | -------------------------------------- | ---------- |
| 1.               | "Complete (Intro)"                                               |                  | E.ONE                                  | 2:38       |
| 2.               | "괜찮아요" (Gwaenchanhayo; It's Okay)                            |                  | Son Youngjin, Jo Sungho                | 4:12       |
| 3.               | "너나 잘 살아" (Neona Jal Sara; Live Well Youself)               |                  | Seo Jaewoo                             | 3:45       |
| 4.               | "북 치고 장구 치고" (Bok Chigo Jangu Chigo; One Man Show)        |                  | Seo Jaewoo, Seo Yongbae                | 3:42       |
| 5.               | "Summer Romance"                                                 |                  | Bickssancho, FERDY                     | 3:41       |
| 6.               | "친구의 여자친구" (Chigu-eh Yeojachingu; My Friend's Girlfriend) |                  | Seo Jaewoo                             | 3:41       |
| 7.               | "꽃보다 그녀" (Kkotboda Geunyeo; Her Over Flowers)               |                  | Jo Sungho, FERDY                       | 3:23       |
| 8.               | "보고파" (Bogopa; I Miss You)                                    | Lim Hyunsik      | Lim Hyunsik                            | 4:03       |
| 9.               | "어기여차 디여차" (Eogiyeocha Diyeocha; Yo-Ho-Ho)                |                  | Seo Jaewoo, Bickssancho, CAESAR & LOUI | 3:13       |
| 10.              | "Open"                                                           |                  | Lee Minhyuk, Jerry.L                   | 3:17       |
| 11.              | "비밀 (Insane) (Acoustic Ver.)" (Insane (Acoustic ver.))         |                  |                                        | 3:06       |
| 12.              | "Shake It"                                                       |                  | Lim Hyunsik, Jung Ilhoon               | 3:14       |
| 13.              | "Everything`s Good 일훈 Solo (Outro)" (Ilhoon Solo)              |                  | Jung Ilhoon, Lim Hyunsik, Son Youngjin | 4:05       |
| Tổng thời lượng: | Tổng thời lượng:                                                 | Tổng thời lượng: | Tổng thời lượng:                       | 46:04      |

## Xếp hạng
| Bảng xếp hạng            | Vị trí cao nhất |
| ------------------------ | --------------- |
| Gaon Weekly album chart  | 1               |
| Gaon Monthly album chart | 9               |
| Gaon Yearly album chart  | 52              |

### Doanh số và chứng nhận
| Nhà cung cấp          | Số lượng |
| --------------------- | -------- |
| Gaon physical sales   | 47.638+  |
| Oricon physical sales |          |

## Lịch sử phát hành
| Quốc gia | Ngày                | Định dạng       | Nhãn đĩa                                 |
| -------- | ------------------- | --------------- | ---------------------------------------- |
| Hàn Quốc | 29 tháng 6 năm 2015 | Tải nhạc số, CD | Cube Entertainment Universal Music Group |